# László Heller
László Heller  né le 6 aout 1907 et mort le 8 novembre 1980 était un professeur hongrois et ingénieur en mécanique qui a inventé le système de tour de refroidissement à sec Heller-Forgó pour les centrales électriques.

## Biographie
Né à Nagyvárad, Heller a obtenu un diplôme en ingénierie mécanique en 1931 au sein de l'Eidgenössische Technische Hochschule de Zürich.
Dans les années 1940, la première centrale électrique industrielle à haute pression fut construite selon ses plans. C'est à partir de cette période qu'il commence à concevoir le système Heller-Forgó. C'est cependant en 1958 qu'il invente ce système. 
En 1951, il reçut le prix Kossuth et devint professeur à l'Université de technologie et d'économie de Budapest, également connue sous le nom d'Université technique de Budapest. Il a organisé son département d'énergie, où il a travaillé comme professeur. Il a largement contribué au domaine de la statique et a contribué à établir le concept d'entropie pour les pratiques d'ingénierie.
En 1962, il devient membre à part entière de l'Académie hongroise des sciences.

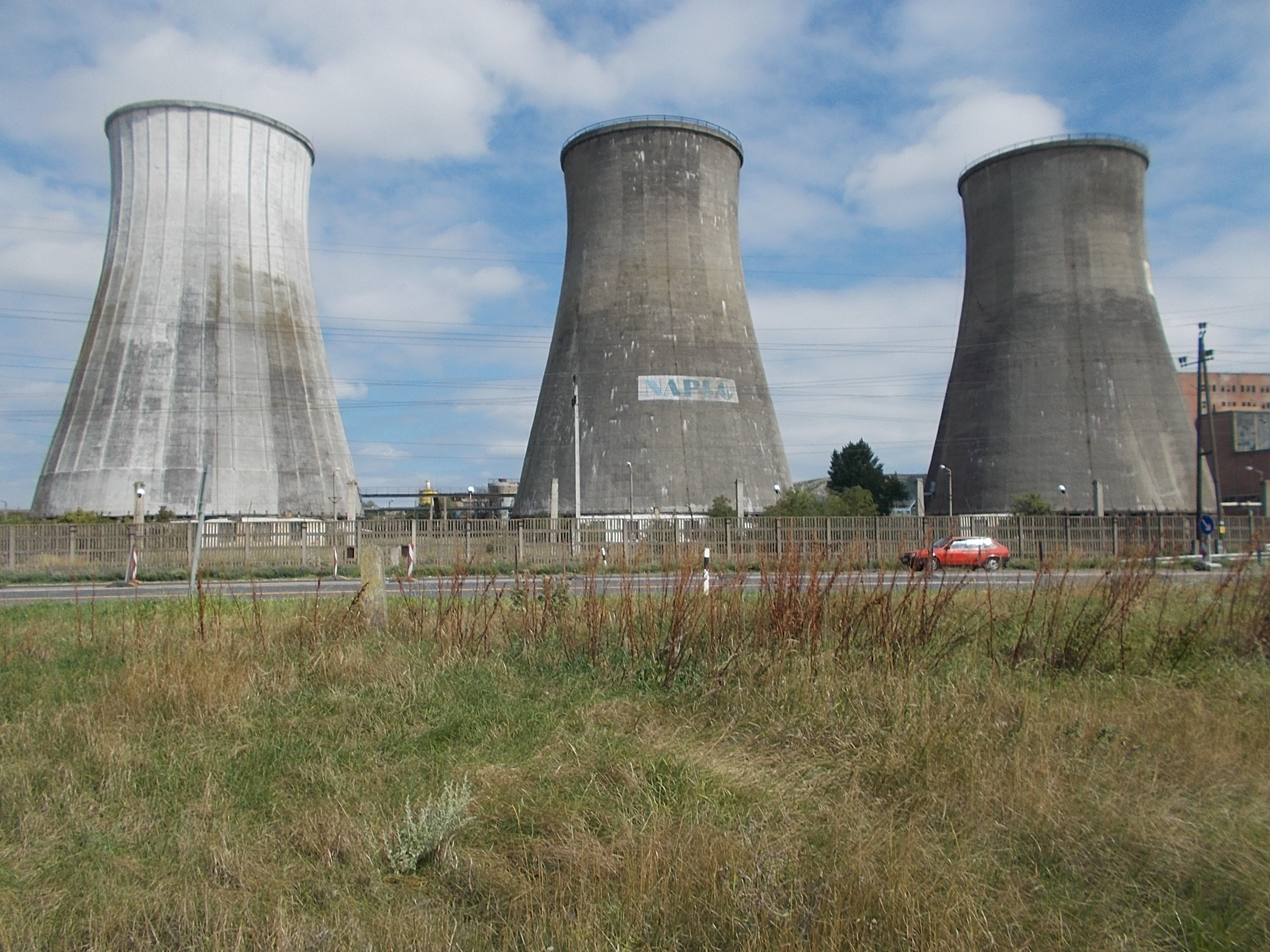
Tours de refroidissement utilisant le système Heller-Forgó de la centrale électrique d'Inota (vue du sud), près de Székesfehérvár en Hongrie

## Le système Heller-Forgó
Le système Heller-Forgó a été dévelopé et produit par Heller et par son collaborateur Forgó. Le système a donc été nommé d'après le nom de ses concepteurs. Le système a été développé en 1958 et l'argumentaire de vente international a été défini la même année.
Également connu sous le nom de système de refroidissement indirect à sec, il a résolu un problème important dans les centrales électriques en utilisant l'eau de refroidissement plus efficacement. Le point principal de leur invention était de condenser la vapeur sous vide à l’aide d’une injection d’eau froide. L'eau encore chaude entre dans l'échangeur de chaleur à fines ouïes, se refroidit et redevient utilisable lors de la répétition du cycle. Les installations comprennent un condenseur de vapeur refroidi avec de l'eau, des groupes de machines de circulation, des conduites d'eau en circulation et une tour de refroidissement à sec qui contient des échangeurs de chaleur eau-air de type Forgó. La principale réussite de Heller était d'obtenir la température la plus faible du condenseur pour une température donnée de l'eau de refroidissement entrante en maintenant la différence de température terminale (TTD) aussi basse que possible. Le transfert de chaleur entre le fluide de travail et l'air de refroidissement s'effectue uniquement par convection et non par évaporation comme dans une tour de refroidissement humide.
La société créée par Heller et Forgo a attiré l'attention du groupe GEA, coté au MDAX, qui détenait ses actions depuis sa privatisation en 1992, jusqu'en 2020, date à laquelle la société EGI a été vendue à la société d'électricité monopolistique hongroise, le groupe public MVM.
En 2023, le système a attiré l’attention de certains universitaires iraniens intéressés par le remplacement d’une tour de refroidissement humide.

## Prix, distinctions et héritage
L'astéroïde 276975 Heller, découvert par l'astronome hongrois Krisztián Sárneczky à la station Piszkéstető en 2004, a été nommé en son honneur. Cela a été publiée par le Minor Planet Center le 8 octobre 2014 ( M.P.C. 90380 ). 